# Eupithecia nigrofasciata
Eupithecia nigrofasciata är en fjärilsart som beskrevs av Karl Dietze. Eupithecia nigrofasciata ingår i släktet Eupithecia och familjen mätare. Inga underarter finns listade i Catalogue of Life.